# Jaime Salvador Solano
Jaime, Jacobo, o incluso Diego Salvador Solano, Solanio o de La Solana, latinizado Iacobus Salvatoris Solaniis Murgensis (Murcia, 1525 - 1580), matemático, filósofo, teólogo, humanista y poeta español del Renacimiento.

## Biografía
Nacido en Murcia, estudió en las facultades de Artes y Teología de Salamanca y trabó amistad con humanistas de la talla del Brocense. Luego estuvo en Roma atraído por el auge de que gozaban los estudios teológicos y patrísticos bajo el pontificado de Pío IV; allí pudo consultar y cotejar los códices de la Biblioteca Vaticana para preparar ediciones sobre opúsculos de naturaleza teológica y sobre la obra de diversos poetas cristianos tardíos y medievales. Gracias a ello pudo publicar tratados inéditos atribuidos a San Sixto III (1573), así como una edición de los poemas de Venancio Fortunato (1574). 
En estos años de su estancia en Roma coincidió con destacados humanistas como Paolo Manuzio, el Cardenal Sirleto o Aquiles Estaço, entre otros. Allí lo pinta el humanista aragonés Juan de Verzosa cuando le dedica una de sus epístolas poéticas (Epistolarum libri IIII, Panhormi 1575). El caso es que trabajó en Salamanca como catedrático de Teología y más tarde en Roma, y murió siendo canónigo de la catedral de Orvieto, seguramente gracias a la relación que le unió con Girolamo Simoncelli, cardenal de Orvieto, (1522-1605) y sobrino del papa Julio III (1550-55), al cual dedicó su edición de los Carmina de Venancio Fortunato. Su importante obra latina en verso está contenida en su Poetica, (Iacobi Saluatoris Murgensis... Poetica... Salmanticae: excudebat Ioannes a Canoua, 1558), que lleva al frente un epigrama del Brocense. Comienza con un extenso poema en hexámetros titulado Hesperus, que trata sobre las hambrunas y calamidades que han azotado España en los últimos años. También hay en ella epigramas, epitafios, elegías y yambos satíricos contra el humanista Petrus Ramus; estos poemas tienen varios destinatarios: Felipe II, Luisa Sigea, el citado Petrus Ramus, Petrus Victorius, Actius Syncerus (sobrenombre en la Academia Pontaniana de Jacopo Sannazaro); el humanista Juan de Vilches... epitafios a Hernán Núñez el Pinciano, a Fernando de Arce, a su hermano Andrés Salvador Ruiz, etc. Otras composiciones tratan de la amistad y de otros temas típicos de los poetas humanistas. Hay una Satyra Oenophoraea al modo varroniano contra el consumo desmedido de vino. Le siguen otros poemas, algo menos extensos, en metro dactílico con los siguientes títulos: “De morte Christi lamentatio adversus Hierosolymitanos”, “Panegyris ad Alphonsum Fonsecam Archiepiscopum Toletanum”, “Epicedium Psittaci” y “Epistola ad Ioannem Vilchium Antiquarium Poetam” donde no solo celebra el poema épico Bernardina (1544) de su íntimo amigo el antequerano Juan de Vilches. Su obra alcanza 3.622 hexámetros y 724 versos líricos. Se reimprimió con otras obras filosóficas (Salmanticae: Ioannes a Canoua, 1588). Fue también filólogo; preparó algún tiempo una edición de Ennodio, pero la abandonó cuando le robaron sus borradores; se le debe en cambio la citada edición de Venancio Fortunato (Venantii Honorii Clementiani Fortunati... Carminum libri octo. Nunc primum typis excussi et per Iac. Salvatorem Solanum Murgensem ab innumeris mendis, quae erant in pervetusto codice manuscripto, purgati et in suam veterem ac genuinam lectionem restituti. Additi etiam sunt eiusdem Fortunati, De vita S. Martini lib. IIII, Calari: excudebat Vicentius Sembeninus Salodiensis, Impressor R.D. Nicolai Canyelles, 1574; fue reimpresa algo después: Venantii Honorii Fortunati Clementiani... Carminum lib. octo, Venecia, 1578).